# مادولکله
مادولکله (به لاتین: Madulkele) یک منطقهٔ مسکونی در سری‌لانکا است که در استان مرکزی (سری‌لانکا) واقع شده‌است.